# Лощина (заказник)
Лощи́на — ботанічний заказник місцевого значення в Україні. Розташований на території Снігурівського району Миколаївської області, у межах Лисогірської сільської ради.
Площа — 15 га. Статус надано згідно з рішенням Миколаївської обласної ради № 24 від 02.02.1995 року задля збереження ділянок зростання рослин, що зникають.
Заказник розташований на північ від села Червона Долина, на правому березі річки Веревчина.
Територія заповідного об'єкта слугує для збереження та охорони місцезнаходження та характеру природних комплексів.